# Đermano Senjanović
Đermano Senjanović (Split, 27. srpnja 1923. – Krilo Jesenice, 21. veljače 1942.), hrvatski antifašistički borac, revolucionar, komunist i narodni heroj Jugoslavije.

## Životopis
Kao mladi radnik pristupio je revolucionarnom naprednom omladinskom pokretu kao sindikalni aktivist. Godine 1937. istaknuo se sudjelovanjem u radničkom štrajku kada su sindikati uspjeli izboriti osmosatni radni dan i slobodnu nedjelju.
Sa šesnaest godina, 1939. postaje član SKOJ-a, a godinu kasnije i član Komunističke partije zadužen za rad s radničkom omladinom Splita. Dana 17. prosinca 1939. sudjelovao je u velikom štrajku koji je organizirala Partija povodom ubojstva radnika komunista Vicka Buljanovića, prilikom čega je završio u pritvoru.
U travnju 1941., po izbijanju rata na prostoru Kraljevine Jugoslavije, uključio se u priprema za oružani ustanak protiv okupacijske vojske te je aktivno sudjelovao u organiziranju udarne borbene grupe splitske omladine koja se sukobljavala s fašistima u gradu. Tako je 11. listopada 1941. u Viškoj ulici bacio bombu na automobil u kojem su bili splitski fašisti Alojz Presel i Antonio Krstulović. Unatoč tome, što je, u međuvremenu, od strane fašističkih vlasti bio u odsutnosti osuđen na smrt zbog učestalih diverzantskih akcija, Senjanović je i dalje boravio u Splitu i odupirao se talijanskom okupatoru.
Polovicom veljače 1942. otišao je na omiško područje radi osnivanja Mosorskog partizanskog odreda, no pao je s ostalim partizanima u stupicu i poginuo pri proboju iz neprijateljskog obruča.
Dana 24. srpnja 1953. proglašen je narodnim herojem.